# Gamasiphis longiorsetosus
Gamasiphis longiorsetosus är en spindeldjursart som beskrevs av Wolfgang Karg 1997. Gamasiphis longiorsetosus ingår i släktet Gamasiphis och familjen Ologamasidae. Inga underarter finns listade i Catalogue of Life.